# 永乐镇 (肇州县)
永乐镇，是中华人民共和国黑龙江省大庆市肇州县下辖的一个乡镇级行政单位。

## 行政区划
永乐镇下辖以下地区：
永乐村、之平村、清华村、新路村、新龙村、太丰村、六烈村和新祥村。